# Departamento Santa Lucía
Santa Lucía es un departamento en la provincia de San Juan (Argentina). Ubicado en el centro sur de la misma, al este de la ciudad de San Juan. En sus escasos 45 km², se combinan dos modos de vida, la rural con la urbana, ya que posee una importante carga poblacional, siendo también uno de los departamentos que conforma el aglomerado del Gran San Juan y con una importante actividad agrícola. Económicamente se producen vides, hortalizas y frutas variadas, también se localizan numerosas industrias, dedicadas a la conserva de productos alimenticios.
Es muy visitado en el mes de diciembre, por la celebración anual de la Fiesta Nacional de Santa Lucía, con eventos artísticos de todo tipo, muestras itinerantes etcétera.

## Toponimia
Su designación deriva del templo dedicado a Lucía de Siracusa, edificado por la familia Pereira-Irrazábal y base de la actual parroquia del mismo nombre. Lucía perteneció a una familia pagana de Siracusa, de la Italia anticristiana del siglo III. Abrazó el cristianismo a espalda de sus padres y, cuando fue descubierta ante el gobernador, este ordenó degollarla. Murió como mártir el 13 de diciembre del año 304 y se reconoce como protectora de la vista y patrona de los pobres, los ciegos, de los niños enfermos y de las ciudades.
Fuente: "San Juan Nuestra Tierra" ediciones Argentina

## Geografía
El departamento Santa Lucía se encuentra ubicado en el centro sur de la provincia de San Juan, en el noroeste del Valle del Tulúm, al este de la ciudad de San Juan. Los límites son:
- Al norte con el departamento de Chimbas
- Al sur con Rawson y 9 de Julio
- Al este con el de San Martín
- Al oeste con la Ciudad de San Juan

## Relieve
Posee un relieve netamente llano sin ningún tipo de elevaciones, destacándose el río San Juan y principalmente un paisaje cultivado en el este del mismo y completamente urbanizado hacia el oeste lo que logra unirse al aglomerado del Gran San Juan
- Coordenadas 31°32′S 68°28′O / -31.533, -68.467

### Sismicidad
La sismicidad del área de Cuyo (centro oeste de Argentina) es frecuente y de intensidad baja, y un silencio sísmico de terremotos medios a graves cada 20 años en distintas áreas aleatorias.

### Terremoto de Caucete 1977
El 23 de noviembre de 1977, Caucete fue asolada por un terremoto y que dejó como saldo lamentable algunas víctimas, y un porcentaje importante de daños materiales en edificaciones.
El Día de la Defensa Civil fue asignado por un decreto recordando el sismo que destruyó la ciudad de Caucete el 23 de noviembre de 1977.
- Escala de Richter: 7,4
- 65 víctimas mortales
- 284 víctimas heridas
- más de 40.000 víctimas sin hogar. No quedaron registros de fallas en tierra, y lo más notable efecto del terremoto fue la extensa área de licuefacción (posiblemente miles de km²).

El efecto más dramático de la licuefacción se observó en la ciudad, a 70 km del epicentro: se vieron grandes cantidades de arena en las fisuras de hasta 1 m de ancho y más de 2 m de profundidad. En algunas de las casas sobre esas fisuras, el terreno quedó cubierto de más de 1 dm de arena.

#### Sismo de 1861
Aunque dicha actividad geológica ocurre desde épocas prehistóricas, el terremoto del 20 de marzo de 1861 señaló un hito importante dentro de la historia de eventos sísmicos argentinos ya que fue el más fuerte registrado y documentado en el país. A partir del mismo la política de los sucesivos gobiernos mendocinos y municipales han ido extremando cuidados y restringiendo los códigos de construcción. Pero solo con el terremoto de San Juan de 1944 del 15 de enero de 1944 (81 años) el gobierno sanjuanino tomó estado de la enorme gravedad sísmica de la región.

## Población

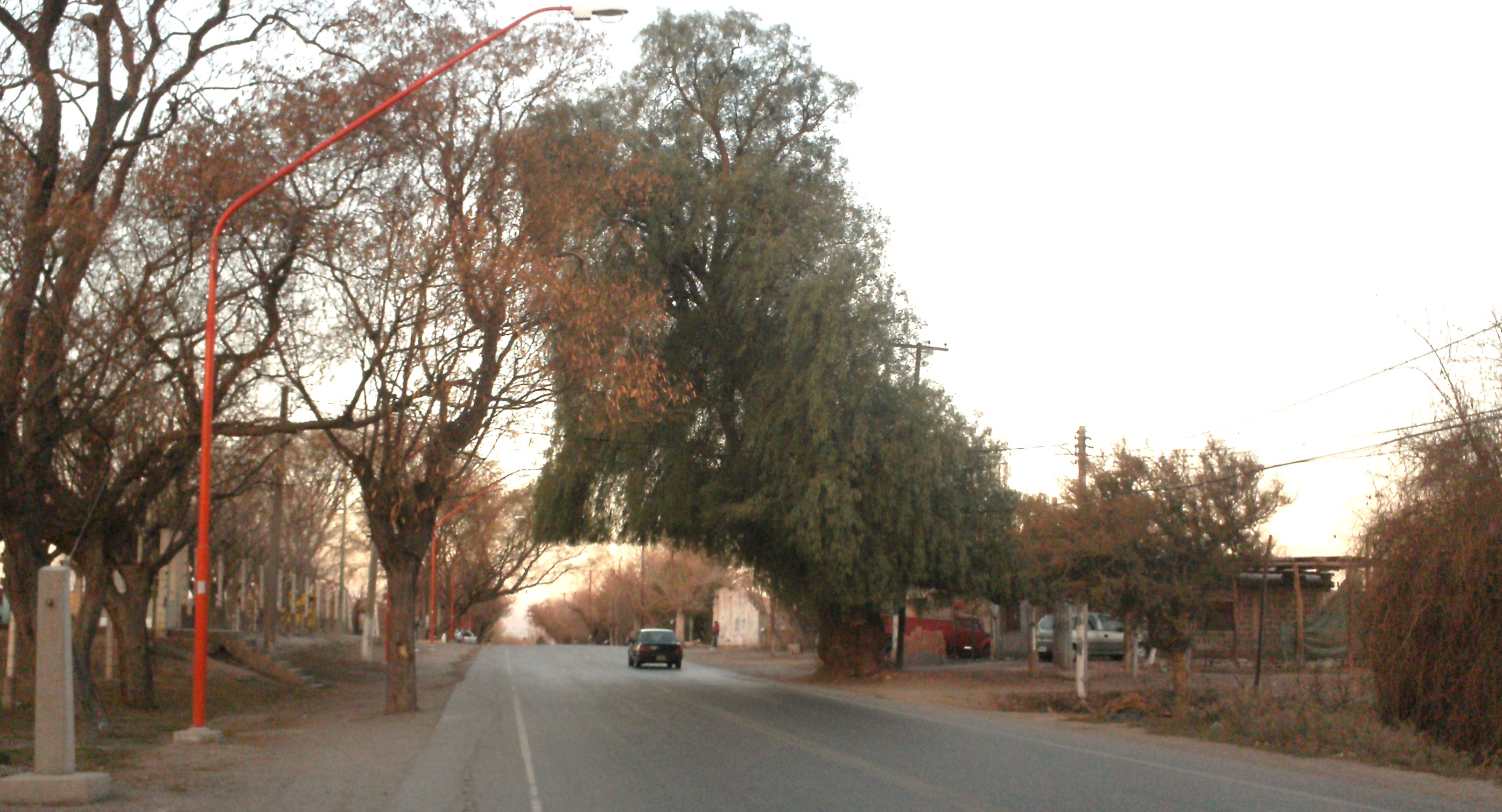
La entrada a Alto de Sierra, con su tradicional loma.

Este departamento tuvo una población de 43,565 habitantes (Indec, 2001) colocándolo en el cuarto departamento más poblado de la provincia de San Juan.
El censo 2010 arrojó 48 087 habitantes.
Para el censo 2022 el departamento registró 62 729 habitantes; lo que representó un aumento en la cantidad de personas del 30,4% mayor que el crecimiento poblacional provinciala situado en 20,8%. Estos datos le valieron al departamento tener la sexta población y la tercera mayor densidad de la provincia.
Su población se ubica por mayoría en la zona oeste uniéndolo así al aglomerado del Gran San Juan donde se ubica su villa cabecera de su mismo nombre Santa Lucía
La otra parte de la población se ubica en su distrito más importante Alto de Sierra, que se encuentra ubicado al este, limitando con el Departamento San Martín, concentra un considerable nivel de población, otra parte y con minoría se ubica en el distrito de La Legua su población se concentra en forma lineal, es decir sobre una calle y no dispersa, en este caso sobre la avenida Hipólito Yrigoyen, este mismo a pesar de encontrarse a pocos kilómetros de la ciudad su población se dedica por mayor cantidad a las actividades agrícolas.

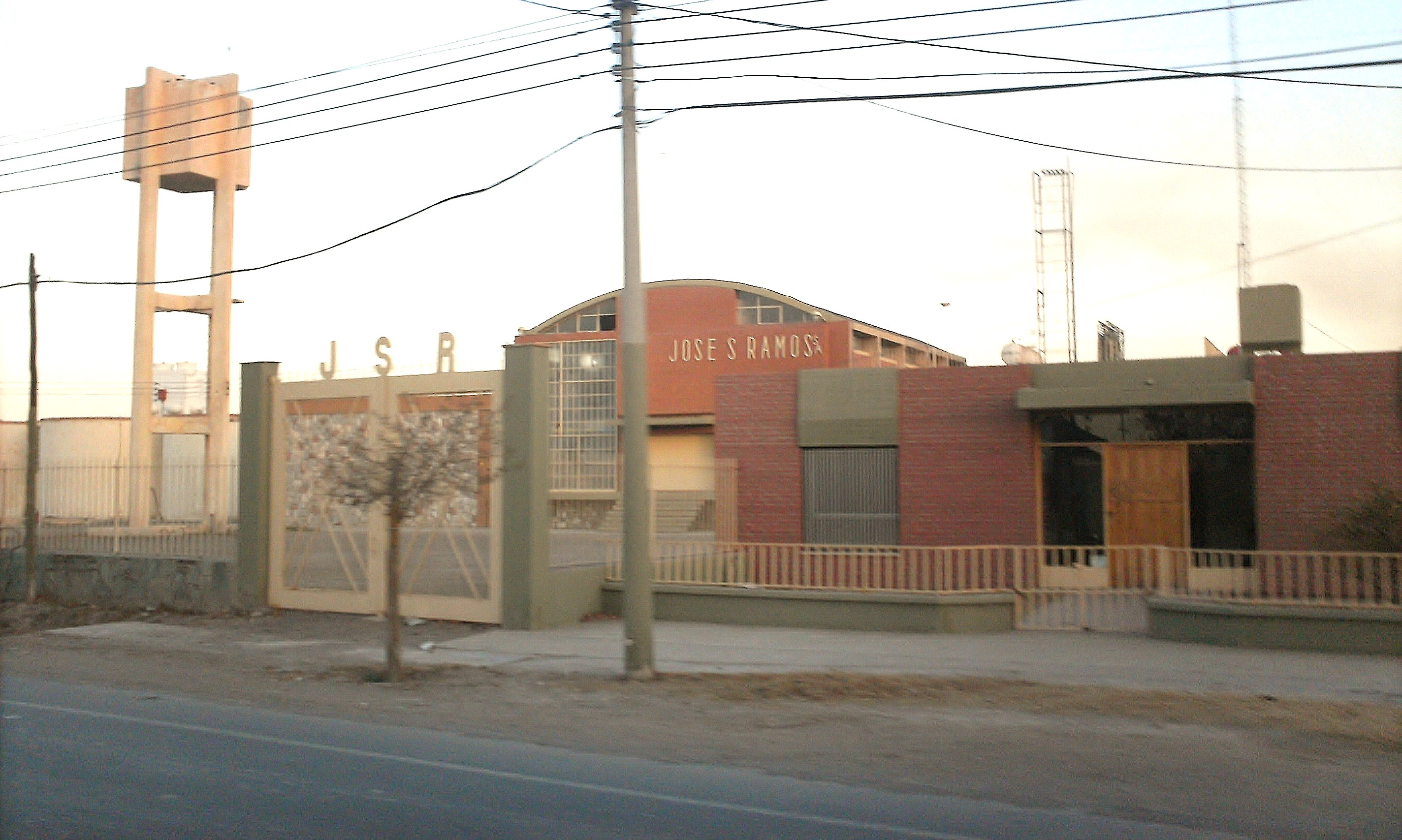
La vitivinicultura en Altos de Sierra.

A pesar de ser un departamento unido al aglomerado del Gran San Juan y uno de los más poblados, su crecimiento es lento y su actividad principal sigue siendo la agrícola.

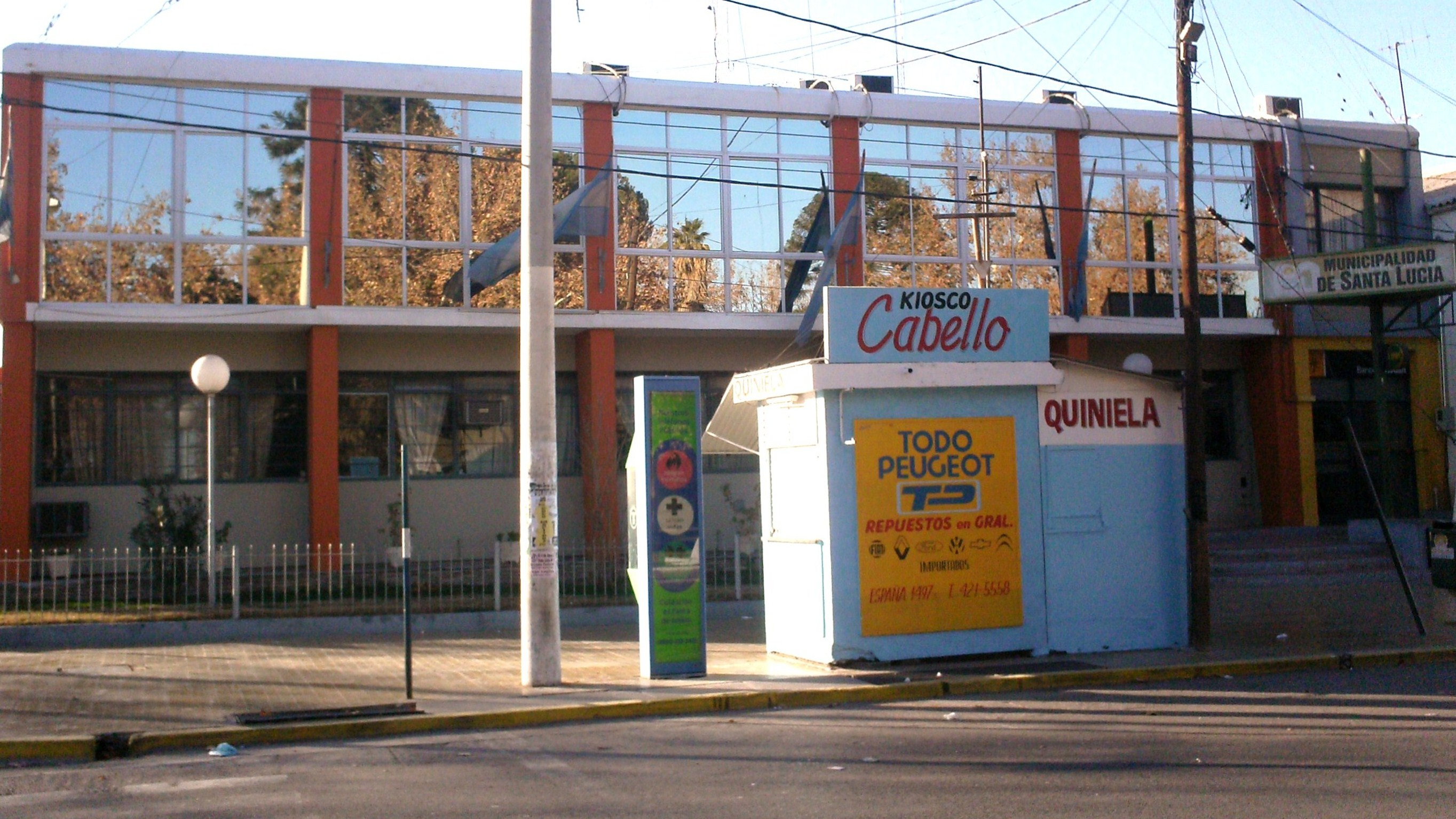
El edificio de la municipalidad de Santa Lucía.

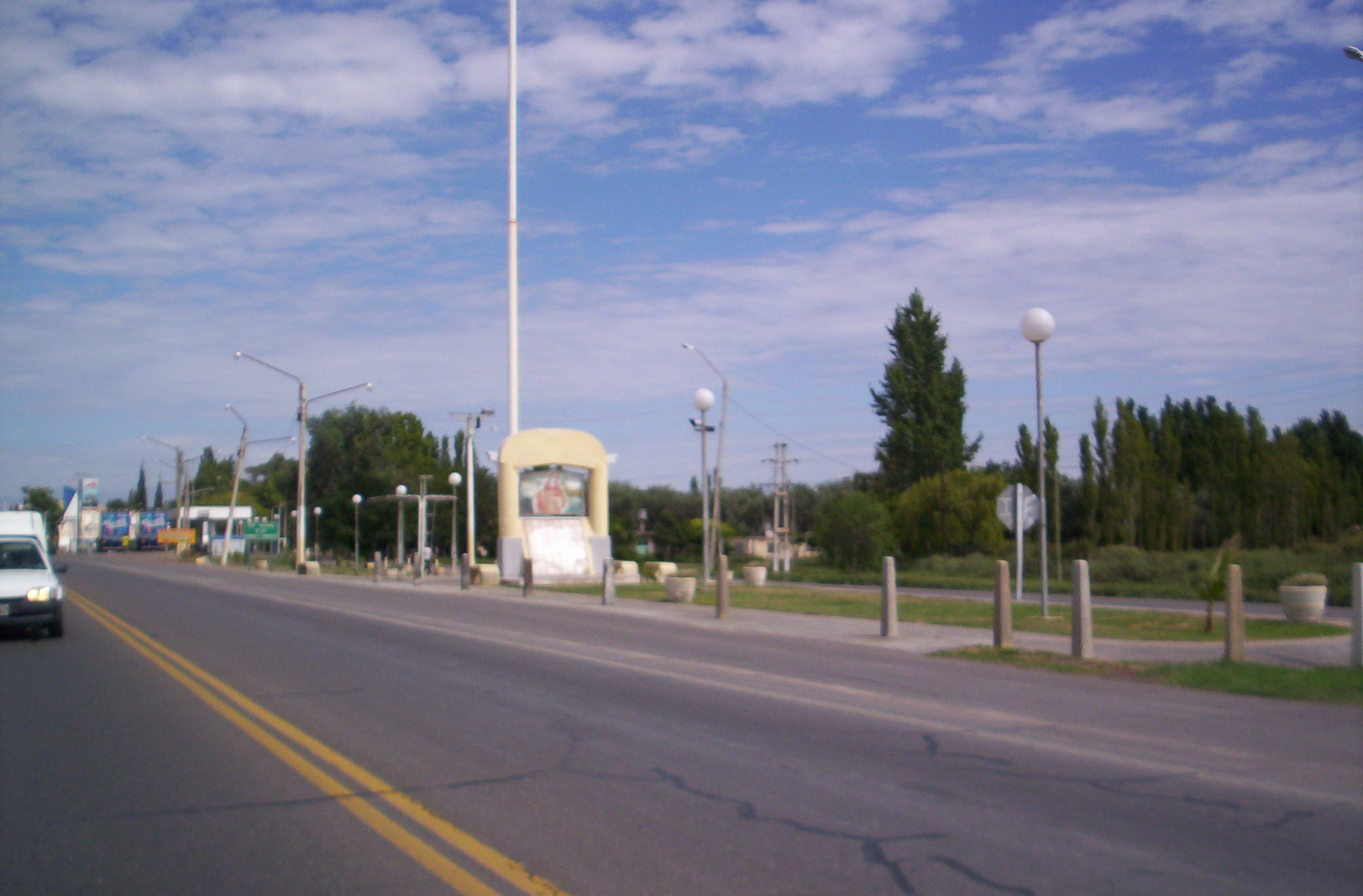
Cartel de bienvenida a Santa Lucía, sobre la Ruta Nacional 20, cerca de La Legua.

## Economía
La principal actividad económica del departamento es la agricultura posee una superficie cultivada de 2.643 hectáreas, donde predominan vid, hortalizas (cebolla, acelga, ajo, alcaucil, berenjena, haba, lechuga, perejil, poroto, tomate, zanahoria, zapallo, etc.), frutales (ciruela, damasco, melón, sandía, higuera, membrillo, nogal, etc.). En cuanto a la industria se destacan numerosas fábricas especializadas en la conserva de alimentos y algunas bodegas

## Fisonomía
A este departamento se lo denomina "El Portal de San Juan" debido a que es el ingreso más importante de la ciudad San Juan desde el este por la Ruta Nacional 20 o por el acceso esté hasta la avenida de circunvalación, esta avenida es el derivador de tránsito hacia los departamentos del Gran San Juan.
Directo por la avenida Hipólito Yrigoyen al transcurrir apenas 2 km desde la ciudad, nos encontramos con su villa cabecera que lleva su mismo nombre Santa Lucía y que se caracteriza por una gran tranquilidad y una escasez de locales comerciales. En la misma encontramos una pintoresca plaza que lleva el nombre en honor al padre de la patria José de San Martín, con una increíble forestación, con un sinnúmero de juegos infantiles y en el centro una fuente. El palacio municipal ubicado por la calle General Paz frente a la plaza, es moderno y está constituido por dos plantas. La iglesia parroquial ubicada también por la calle General Paz, tiene características gigantescas, posee un campanil de alrededor de 10 pisos y resguarda la imagen de la santa patrona y responsable del nombre del departamento Santa Lucía. Y por último, sobre la calle Ramón Franco se encuentra el destacamento policial y el correo.
Santa Lucía posee la más elevada cantidad de barrios residenciales después del Departamento Capital, en especial sobre la avenida San Martín y la avenida Hipólito Yrigoyen y es la zona más cotizada del Gran San Juan.
Más al este se observan una gran cantidad de hectáreas ocupadas con plantaciones de vid, más precisamente en el distrito de La Legua: ubicado a 2 km de la villa cabecera, se caracteriza por su gran potencial económico y por su gran forestación sobre su arteria principal convirtiéndolo en un lugar muy confortable en verano.
Delimitando con el Departamento San Martín a orillas del río San Juan se encuentra Alto de Sierra, este distrito concentra una elevada población y en él se ubica un puente de acero de 1900, y se lo denomina Puente de Hierro, por este mismo se produce el ingreso de los departamento San Martín y departamento Angaco hacia la ciudad de San Juan, provocando una gran actividad vehicular sobre el distrito